# سراج 1 (زورق قاذف للصواريخ)
زورق سراج-1 الصاروخي: (بالإنجليزية: Seraj-1)‏ هو واحد من أسرع الزوارق العسكرية الإيرانية القاذفة للصواريخ. إذ تبلغ سرعته أكثر من 130 كيلومتراً في الساعة، وهو مجهز بمدفع من عيار 107 ملمترات. قامت وزارة الدفاع وإسناد القوات المسلحة الإيرانية ببناء هذا الزورق الصاروخي. وهيكله مصنوع من الألياف الزجاجية. في عام 2010م، افتتح وزير الدفاع الإيراني أحمد وحيدي خط تجميع زورقين سريعين هما سراج وذو الفقار، مشيراً إلى أنهما سيعززان قوات الدفاع الإيرانية. يُستَخدَم زورق سراج الصاروخي من قِبَل الحرس الثوري الإيراني في دوريات أو عمليات هجومية في بحر قزوين والخليج العربي وبحر عمان. وهو أحد الزوارق الحربية المناسبة للمناطق الحارة. تمتلك جمهورية إيران زوارق حربية سريعة. وقد أدت هذه السرعة العالية إلى إطلاق إسم (الدبابير الحمراء) على هذه الزوارق الإيرانية، فهي صغيرة وسريعة وكثيرة الأعداد. تبلغ سرعة بعض أنواع الزوارق الإيرانية 90 عقدة بحرية، أي ما يعادل 166 كيلومتراً في الساعة. وللوقوف أكثر على مدى سرعة الزوارق الإيرانية يمكن الإشارة إلى ان سرعة الجيل الجديد للزوارق السريعة لجيش الولايات المتحدة الأمريكية هي 85 كيلومتراً في الساعة، كما ان معظم الزوارق السريعة في العالم تتراوح سرعتها بين 60 و120 كيلومتراً في الساعة.

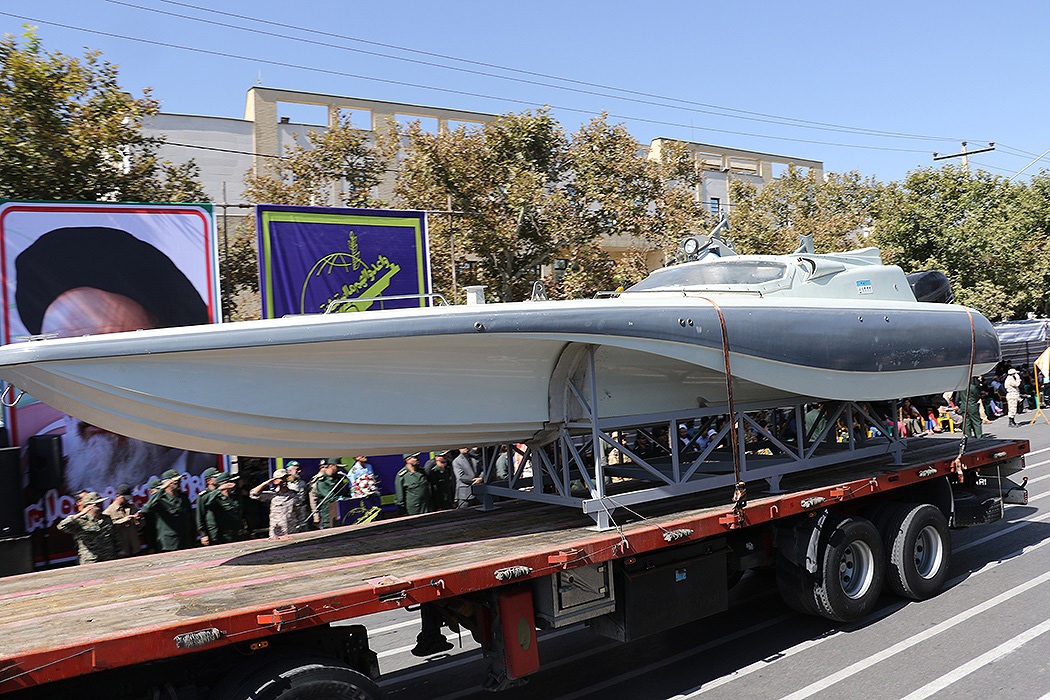
هذه الصورة مأخوذة لقارب سىاج-1 الصاروخي من موكب أسبوع الدفاع المقدس لعام 2017م في شيراز، إيران

## نبذة مختصرة عن الزوارق السريعة الإيرانية القاذفة للصواريخ
تستند القدرات اللوجستية للقوة البحرية للحرس الثوري الإيراني على ثلاث دعامات رئيسية، وهي الزوارق السريعة والزوارق الطائرة والصواريخ والطوربيدات والقنابل المضادة للسفن الحربية. حيث ان القوة البحرية لحرس الثورة الإسلامية ضاعفت من جهودها بعد الحرب العراقية الإيرانية، من أجل تحديث وتطوير تجهيزاتها العسكرية بهدف تعزيز وتقوية تواجدها البحري لاسيما في مياه الخليج العربي ومضيق هرمز فضلاً عن تواجدها في المياه الدولية. وتهدف إستراتيجية هذه القوة بالإضافة إلى التصدي للقوات المعادية، صيانة النظام الإسلامي الإيراني في المجال البحري، حيث تمتلك الجمهورية الإسلامية في إيران شواطئ تمتد نحو (5800) كيلومتر، وأكثر من (30) ألف كيلومتر مربع من الأراضي الساحلية، مما يبرز أهمية تطوير تجهيزاتها وإمكانياتها البحرية. ولاشك ان الفصل بين مسؤوليات القوات البحرية للحرس الثوري الإيراني ومسؤوليات القوات البحرية لجيش الجمهورية الإيرانية، يحظى بأهمية بالغة حيث قامت القوات البحرية للحرس الثوري بتجهيز وحداتها بمجموعة من القطع البحرية والتجهيزات والأنظمة البحرية الفريدة من نوعها، مثل الزوارق السريعة القاذفة للصواريخ، وأنظمة الصواريخ المتطورة، بالإضافة إلى مجموعة من الطائرات الحديثة بدون طيار، بهدف صيانة وحراسة المياه الإقليمية للبلاد، فيما تم تجهيز القوات البحرية لجيش الجمهورية الإيرانية بمجموعة من السفن الحربية العملاقة القادرة على حمل المروحيات، والبوارج البحرية المتطورة والقاذفة لأنواع الصواريخ والأنظمة الصاروخية والرادارية الحديثة، من أجل أداء مهامها العسكرية في منطقة بحر عمان والمياه الدولية بأحسن وجه. ولهذا قام الحرس الثوري الإيراني بتجهيز قواته البحرية بمجموعة من الزوارق السريعة السير القاذفة للصواريخ بالاستفادة من خبراتها الذاتية.

## الخصائص
يُعتبَر الزورق الحربي سراج-1، زورق هجومي قاذف للصواريخ. وهو قارب يتميز بوزنه الخفيف وسرعته العالية. مُصَمَّم للمناطق ذات الطقس الإستوائي. يمكنه إطلاق الصواريخ وهو مزود بنظام ملاحة إلكتروني. يمتلك سراج-1 أيضاً قدرات على تجنب الرادارات. كما وتم تجهيزه بمدفع (MRLS) عيار 107 ملم، ومدفع رشاش (DShK) عيار 12.7 ملم. من مميزاته أيضاً، هو أنه قارب عسكري مستقر للغاية عند السرعات العالية في البحار الهائجة، وبالتالي فهذه الميزة مفيدة جداً لإطلاق الأسلحة. ان الزوارق السريعة كانت ناجحة لدرجة ان تشكيل سلاح البحر بالحرس الثوري الإيراني تم على أساسها. وان هذا النجاح مازال يسهم في إيجاد تطور في عقيدة المجالات المختلفة. وبعد الحرب العراقية-الإيرانية بدأ العمل لاستخدام أفضل الزوارق السريعة في العالم. إلى جانب تطويرها محلياً واستخدام سائر التقنيات بما فيها السلاح وأدوات تحديد المسارات ومنظومات الإتصالات الآمنة واستمر ذلك من دون توقف.

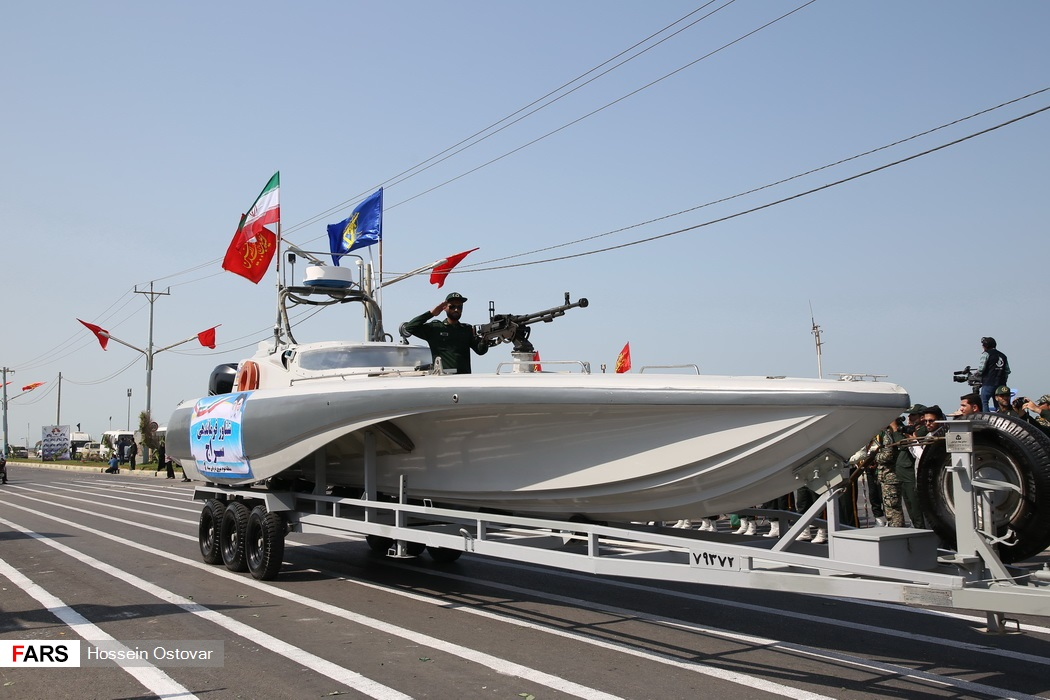
زورق سراج 1 القاذف للصواريخ. هذه الصورة مأخوذة من الاستعراض العسكري بمناسبة أسبوع الدفاع المقدس لعام 2019م في بوشهر، إيران

## خطوط الإنتاج
أعلنت جمهورية إيران في يوم الإثنين 23 آب/ أغسطس عام 2010م، تدشين خطوط إنتاج جديدة لزورقين سريعين هما سراج 1 وذو الفقار. يمكن تجهيزهما بقاذفات صواريخ في المجمع الصناعي البحري في وزارة الدفاع الإيرانية، وذلك بعد يوم من إعلانها عن إنتاج أول طائرة قاذفة من دون طيار محلية الصنع. وقالت وسائل إعلام إيرنية إن وزير الدفاع الإيراني أحمد وحيدي دشن خطوط إنتاج الزورق سراج والجيل الجديد من الزورق ذو الفقار، في حضور القائد البحري للحرس الثوري الأدميرال علي فدوي. وأكد وحيدي أن الزورقين الجديدين سيعززان قوات الدفاع الإيرانية، في حين أوضح فدوي أن (ذو الفقار) سيكون الأفضل، حيث يمكنه العمل في ظل أمواج مرتفعة، في حين أن سراج يمكنه إطلاق الصواريخ والإبحار بسرعة سبعين عقدة في الساعة (130 كيلومتراً) كما أوضح الإعلام الإيراني. وكانت جمهورية إيران أعلنت على مدار الأسابيع القليلة الماضية عن أنواع مختلفة من الأسلحة والمشروعات العسكرية الجديدة تضمنت غواصات وصواريخ سطح سطح ومروحيات بدون طيار.

## التصميم والعمل
تم تصميم القارب العسكري الإيراني سراج 1 للمناخات الإستوائية. وهيكله مصنوع من الألياف الزجاجية. وهو زورق سريع هجومي يُستَخدَم في بحر قزوين والخليج العربي وبحر عمان، بحسب وكالة الأنباء الإيرانية، مؤكدةً أنه قادر على إطلاق الصواريخ وتنفيذ عمليات في بحر هائج. ونقلت الوكالة عن وزير الدفاع الإيراني أحمد وحيدي قوله ان سراج زورق سريع قاذف للصواريخ يعتمد على تكنولوجيا متطورة وحديثة. وقال قائد سلاح البحر في قوات حرس الثورة العميد علي فدوي، ان من خصوصيات زوارق ذو الفقار وسراج القدرة على إطلاق الصواريخ وقال، ان هاتين القطعتين تم بنائهما وإنشاؤهما على أساس النظرية العملية في ساحة الحرب. ونظراً لتكريس مفهوم العلم في جمهورية إيران، فإنه يمكن مضاعفة إنتاج الوسائل الدفاعية في داخل الجمهورية الإسلامية الإيرانية.

## مشاركة قارب سراج 1 بالمناورات العسكرية
2014م
عرضت القوات المسلحة الإيرانية معدات عسكرية متنوعة في العاصمة الإيرانية طهران. بما في ذلك القارب العسكري سراج، وذلك يوم الإثنين 22 أيلول/ سبتمبر 2014م. بمناسبة أسبوع الدفاع المقدس، ذكرى الحرب العراقية الإيرانية. وبحضور مختلف وحدات القوات المسلحة. وخلال هذا الاستعراض العسكري تم الكشف عن أسلحة مختلفة ومعدات متنوعة شملت على مجموعة من الدبابات كدبابة رخش التابعة للقوة البرية لحرس الثورة الإسلامية. ودبابة رخشن للرد السريع ودبابة شبديز المدرعة. بالإضافة إلى ناقلات الجند كناقلة ذو الجناح وبراق. وكذلك الزوارق الحربية السريعة كزورق ذو الفقار المجهز بقاذفات صواريخ. وزورق سراج سريع السير المجهز بقاذفات صواريخ أيضاً.
2015م
في عام 2015م، تم إقامة أكبر معرض للقدرات البحرية للحرس الثوري في العاصمة الإيرانية طهران، والذي يتضمن مختلف أنواع الزوارق كزورق سراج-1 القاذف للصواريخ. بالإضافة إلى مجموعة مختلفة من الصواريخ والرادارات والطائرات من دون طيار والمروحيات. وفي هذا المعرض المقام على ضفاف بحيرة (جيتكر) شمال غرب العاصمة طهران والبالغة مساحتها 130 هكتاراً، تم عرض المنظومات الصاروخية (ساحل – بحر) صاعقة (دودة القز) ونور وقادر ونصر وظفر. كما تم عرض المنظومات القاذفة للصواريخ فجر 3 و فجر 5 وطوربيد حوت ومنصات إطلاق الصواريخ خاتم 5 (متعددة الأغراض) و قارعة، وأنواع الطوربيدات والطائرات من دون طيار صادق وساية 2 وكاوش وابابيل وصاعقة.

## معرض الصور

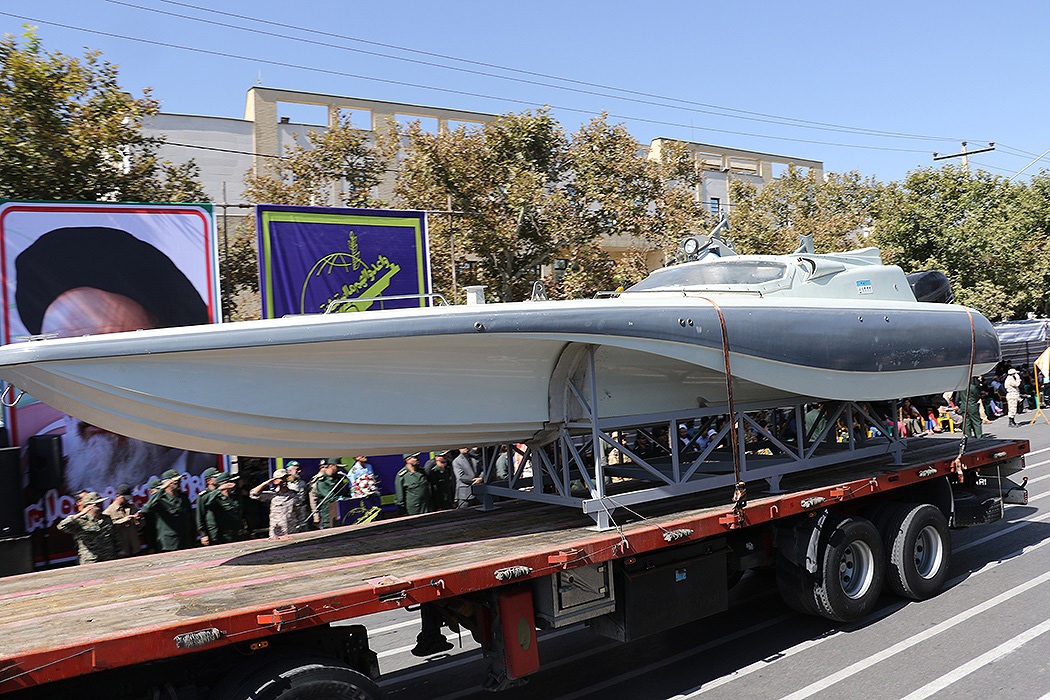
هذه الصورة مأخوذة لقارب سىاج-1 الصاروخي من موكب أسبوع الدفاع المقدس لعام 2017م في شيراز، إيران

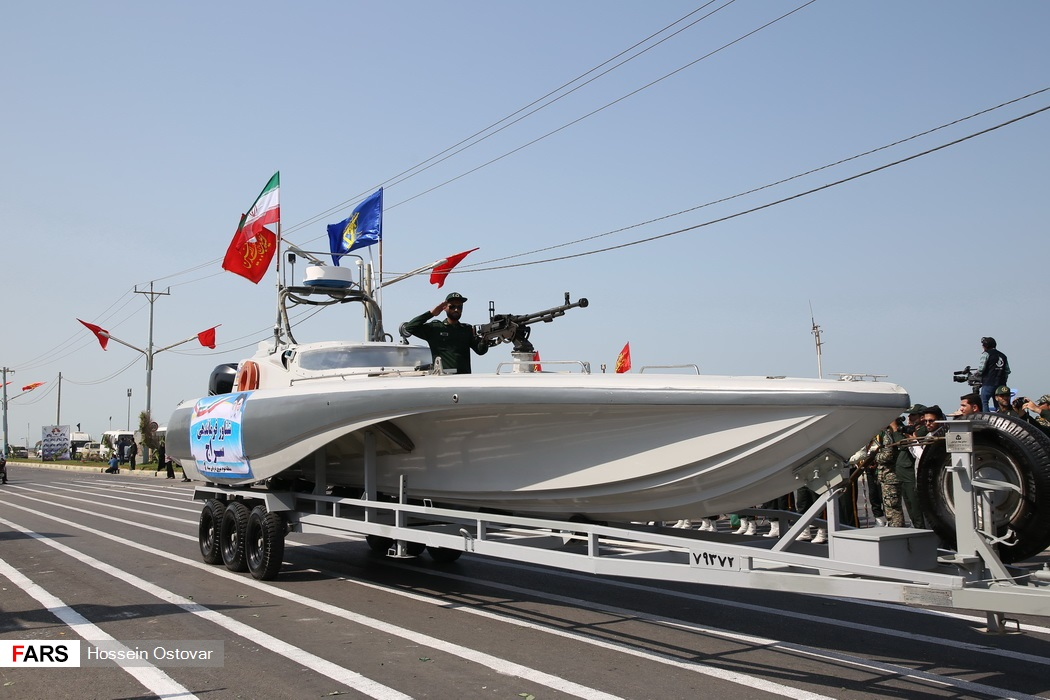
زورق سراج 1 القاذف للصواريخ. هذه الصورة مأخوذة من الاستعراض العسكري بمناسبة أسبوع الدفاع المقدس لعام 2019م في بوشهر، إيران